# Llista de concursants de RuPaul's Drag Race

Logotip del concurs

A continuació, es presenta la llista completa de concursants del concurs de talents estatunidenc RuPaul's Drag Race.
El nom de les concursants és el que van utilitzar al programa i l'edat és la del moment de gravar la competició. En vermell, s'indica les drag queens guanyadores del premi de Miss Simpatia. En blau, s'indica les concursants que han participat a la competició per segona vegada, en una temporada diferent. En groc, s'indica les concursants que han tornat a la competició després de ser eliminades durant la temporada.
| Temporada    | Concursant                   | Edat | Origen                        | Posició        |
| ------------ | ---------------------------- | ---- | ----------------------------- | -------------- |
| Temporada 1  | BeBe Zahara Benet            | 28   | Minneapolis, Minnesota        | Guanyadora     |
| Temporada 1  | Nina Flowers                 | 34   | Denver, Colorado              | 2a             |
| Temporada 1  | Rebecca Glasscock            | 26   | Fort Lauderdale, Florida      | 3a             |
| Temporada 1  | Shannel                      | 26   | Las Vegas, Nevada             | 4a             |
| Temporada 1  | Ongina                       | 26   | Los Angeles, Califòrnia       | 5a             |
| Temporada 1  | Jade                         | 32   | Chicago, Illinois             | 6a             |
| Temporada 1  | Akashia                      | 32   | Cleveland, Ohio               | 7a             |
| Temporada 1  | Tammie Brown                 | 28   | Los Angeles, Califòrnia       | 8a             |
| Temporada 1  | Victoria "Porkchop" Parker   | 39   | Raleigh, Carolina del Nord    | 9a             |
| Temporada 2  | Tyra Sanchez                 | 21   | Orlando, Florida              | Guanyadora     |
| Temporada 2  | Raven                        | 30   | Riverside, Califòrnia         | 2a             |
| Temporada 2  | Jujubee                      | 25   | Boston, Massachusetts         | 3a             |
| Temporada 2  | Tatianna                     | 21   | Falls Church, Virgínia        | 4a             |
| Temporada 2  | Pandora Boxx                 | 37   | Rochester, Nova York          | 5a             |
| Temporada 2  | Jessica Wild                 | 29   | San Juan, Puerto Rico         | 6a             |
| Temporada 2  | Sahara Davenport†            | 25   | Nova York                     | 7a             |
| Temporada 2  | Morgan McMichaels            | 28   | Mira Loma, Califòrnia         | 8a             |
| Temporada 2  | Sonique                      | 26   | Atlanta, Georgia              | 9a             |
| Temporada 2  | Mystique Summers Madison     | 25   | Chicago, Illinois             | 10th           |
| Temporada 2  | Nicole Paige Brooks          | 36   | Atlanta, Georgia              | 11th           |
| Temporada 2  | Shangela                     | 28   | Paris, Texas                  | 12th           |
| Temporada 3  | Raja                         | 36   | Los Angeles, Califòrnia       | Guanyadora     |
| Temporada 3  | Manila Luzon                 | 28   | Cottage Grove, Minnesota      | 2a             |
| Temporada 3  | Alexis Mateo                 | 30   | Tampa, Florida                | 3a             |
| Temporada 3  | Yara Sofia                   | 26   | Manatí, Puerto Rico           | 4a             |
| Temporada 3  | Carmen Carrera               | 25   | Elmwood Park, New Jersey      | 5a             |
| Temporada 3  | Shangela                     | 29   | Paris, Texas                  | 6a             |
| Temporada 3  | Delta Work                   | 34   | Norwalk, Califòrnia           | 7a             |
| Temporada 3  | Stacy Layne Matthews         | 25   | Back Swamp, Carolina del Nord | 8a             |
| Temporada 3  | Mariah                       | 29   | Atlanta, Georgia              | 9a             |
| Temporada 3  | India Ferrah                 | 23   | Dayton, Ohio                  | 10a            |
| Temporada 3  | Mimi Imfurst                 | 27   | Nova York, Nova York          | 11a            |
| Temporada 3  | Phoenix                      | 29   | Atlanta, Georgia              | 12a            |
| Temporada 3  | Venus D-Lite                 | 26   | Los Angeles, Califòrnia       | 13a            |
| Temporada 4  | Sharon Needles               | 29   | Pittsburgh, Pennsylvania      | Guanyadora     |
| Temporada 4  | Chad Michaels                | 40   | San Diego, Califòrnia         | 2a/3a          |
| Temporada 4  | Phi Phi O'Hara               | 25   | Chicago, Illinois             | 2a/3a          |
| Temporada 4  | Latrice Royale               | 39   | Miami Beach, Florida          | 4a             |
| Temporada 4  | Kenya Michaels               | 21   | Dorado, Puerto Rico           | 5a             |
| Temporada 4  | DiDa Ritz                    | 25   | Chicago, Illinois             | 6a             |
| Temporada 4  | Willam                       | 29   | Los Angeles, Califòrnia       | Desqualificada |
| Temporada 4  | Jiggly Caliente              | 30   | Queens, Nova York             | 7a             |
| Temporada 4  | Milan                        | 36   | Florence, Carolina del Sud    | 8a             |
| Temporada 4  | Madame LaQueer               | 29   | Carolina, Puerto Rico         | 9a             |
| Temporada 4  | The Princess                 | 32   | Chicago, Illinois             | 10a            |
| Temporada 4  | Lashauwn Beyond              | 21   | Fort Lauderdale, Florida      | 11a            |
| Temporada 4  | Alisa Summers                | 23   | Tampa, Florida                | 12a            |
| Temporada 5  | Jinkx Monsoon                | 24   | Seattle, Washington           | Guanyadora     |
| Temporada 5  | Alaska                       | 27   | Pittsburgh, Pennsylvania      | 2a             |
| Temporada 5  | Roxxxy Andrews               | 28   | Orlando, Florida              | 3a             |
| Temporada 5  | Detox                        | 27   | Los Angeles, Califòrnia       | 4a             |
| Temporada 5  | Coco Montrese                | 37   | Las Vegas, Nevada             | 5a             |
| Temporada 5  | Alyssa Edwards               | 32   | Mesquite, Texas               | 6a             |
| Temporada 5  | Ivy Winters                  | 26   | Nova York                     | 7a             |
| Temporada 5  | Jade Jolie                   | 25   | Gainesville, Florida          | 8a             |
| Temporada 5  | Lineysha Sparx               | 24   | San Juan, Puerto Rico         | 9a             |
| Temporada 5  | Vivienne Pinay               | 26   | Nova York                     | 10a/11a        |
| Temporada 5  | Honey Mahogany               | 29   | San Francisco, Califòrnia     | 10a/11a        |
| Temporada 5  | Monica Beverly Hillz         | 27   | Owensboro, Kentucky           | 12a            |
| Temporada 5  | Serena ChaCha                | 21   | Tallahassee, Florida          | 13a            |
| Temporada 5  | Penny Tration                | 39   | Cincinnati, Ohio              | 14a            |
| Temporada 6  | Bianca Del Rio               | 37   | New Orleans, Louisiana        | Guanyadora     |
| Temporada 6  | Adore Delano                 | 23   | Azusa, Califòrnia             | 2a             |
| Temporada 6  | Courtney Act                 | 31   | West Hollywood, Califòrnia    | 3a             |
| Temporada 6  | Darienne Lake                | 41   | Rochester, Nova York          | 4a             |
| Temporada 6  | BenDeLaCreme                 | 31   | Seattle, Washington           | 5a             |
| Temporada 6  | Joslyn Fox                   | 26   | Worcester, Massachusetts      | 6a             |
| Temporada 6  | Trinity K. Bonet             | 22   | Atlanta, Georgia              | 7a             |
| Temporada 6  | Laganja Estranja             | 24   | Van Nuys, Califòrnia          | 8a             |
| Temporada 6  | Milk                         | 25   | Nova York, Nova York          | 9a             |
| Temporada 6  | Gia Gunn                     | 23   | Chicago, Illinois             | 10a            |
| Temporada 6  | April Carrión                | 24   | Guaynabo, Puerto Rico         | 11a            |
| Temporada 6  | Vivacious                    | 40   | Nova York                     | 12a            |
| Temporada 6  | Magnolia Crawford            | 27   | Seattle, Washington           | 13a/14a        |
| Temporada 6  | Kelly Mantle                 | 37   | Los Angeles, Califòrnia       | 13a/14a        |
| Temporada 7  | Violet Chachki               | 22   | Atlanta, Georgia              | Guanyadora     |
| Temporada 7  | Ginger Minj                  | 29   | Orlando, Florida              | 2a             |
| Temporada 7  | Pearl                        | 23   | Brooklyn, Nova York           | 3a             |
| Temporada 7  | Kennedy Davenport            | 33   | Dallas, Texas                 | 4a             |
| Temporada 7  | Katya                        | 32   | Boston, Massachusetts         | 5a             |
| Temporada 7  | Trixie Mattel                | 26   | Milwaukee, Wisconsin          | 6a             |
| Temporada 7  | Miss Fame                    | 29   | Nova York                     | 7a             |
| Temporada 7  | Jaidynn Diore Fierce         | 25   | Nashville, Tennessee          | 8a             |
| Temporada 7  | Max                          | 22   | Hudson, Wisconsin             | 9a             |
| Temporada 7  | Kandy Ho                     | 28   | Cayey, Puerto Rico            | 10a            |
| Temporada 7  | Mrs. Kasha Davis             | 43   | Rochester, Nova York          | 11a            |
| Temporada 7  | Jasmine Masters              | 37   | Los Angeles, Califòrnia       | 12a            |
| Temporada 7  | Sasha Belle                  | 28   | Iowa City, Iowa               | 13a            |
| Temporada 7  | Tempest DuJour               | 46   | Tucson, Arizona               | 14a            |
| Temporada 8  | Bob the Drag Queen           | 29   | Brooklyn, Nova York           | Guanyadora     |
| Temporada 8  | Kim Chi                      | 27   | Chicago, Illinois             | 2a             |
| Temporada 8  | Naomi Smalls                 | 21   | Redlands, Califòrnia          | 3a             |
| Temporada 8  | Chi Chi DeVayne†             | 30   | Shreveport, Louisiana         | 4a             |
| Temporada 8  | Derrick Barry                | 32   | Las Vegas, Nevada             | 5a             |
| Temporada 8  | Thorgy Thor                  | 31   | Brooklyn, Nova York           | 6a             |
| Temporada 8  | Robbie Turner                | 33   | Seattle, Washington           | 7a             |
| Temporada 8  | Acid Betty                   | 37   | Brooklyn, Nova York           | 8a             |
| Temporada 8  | Naysha Lopez                 | 31   | Chicago, Illinois             | 9a             |
| Temporada 8  | Cynthia Lee Fontaine         | 34   | Austin, Texas                 | 10a            |
| Temporada 8  | Dax ExclamationPoint         | 31   | Savannah, Georgia             | 11a/12a        |
| Temporada 8  | Laila McQueen                | 22   | Gloucester, Massachusetts     | 11a/12a        |
| Temporada 9  | Sasha Velour                 | 29   | Brooklyn, Nova York           | Guanyadora     |
| Temporada 9  | Peppermint                   | 37   | Nova York                     | 2a             |
| Temporada 9  | Shea Couleé                  | 27   | Chicago, Illinois             | 3a             |
| Temporada 9  | Trinity Taylor               | 31   | Orlando, Florida              | 4a             |
| Temporada 9  | Alexis Michelle              | 33   | Nova York                     | 5a             |
| Temporada 9  | Nina Bo'nina Brown           | 34   | Georgetown, Carolina del Sud  | 6a             |
| Temporada 9  | Valentina                    | 25   | Los Angeles, Califòrnia       | 7a             |
| Temporada 9  | Farrah Moan                  | 23   | Las Vegas, Nevada             | 8a             |
| Temporada 9  | Aja                          | 22   | Brooklyn, Nova York           | 9a             |
| Temporada 9  | Cynthia Lee Fontaine         | 34   | Austin, Texas                 | 10a            |
| Temporada 9  | Eureka                       | 25   | Johnson City, Tennessee       | 11a            |
| Temporada 9  | Charlie Hides                | 52   | London, England, UK           | 12a            |
| Temporada 9  | Kimora Blac                  | 28   | Las Vegas, Nevada             | 13a            |
| Temporada 9  | Jaymes Mansfield             | 26   | Milwaukee, Wisconsin          | 14a            |
| Temporada 10 | Aquaria                      | 21   | Brooklyn, Nova York           | Guanyadora     |
| Temporada 10 | Eureka                       | 27   | Johnson City, Tennessee       | 2a             |
| Temporada 10 | Kameron Michaels             | 31   | Nashville, Tennessee          | 3a             |
| Temporada 10 | Asia O'Hara                  | 35   | Dallas, Texas                 | 4a             |
| Temporada 10 | Miz Cracker                  | 33   | Harlem, Nova York             | 5a             |
| Temporada 10 | Monét X Change               | 27   | The Bronx, Nova York          | 6a             |
| Temporada 10 | The Vixen                    | 26   | Chicago, Illinois             | 7a             |
| Temporada 10 | Monique Heart                | 31   | Kansas City, Missouri         | 8a             |
| Temporada 10 | Blair St. Clair              | 22   | Indianapolis, Indiana         | 9a             |
| Temporada 10 | Mayhem Miller                | 35   | Riverside, Califòrnia         | 10a            |
| Temporada 10 | Dusty Ray Bottoms            | 29   | Nova York                     | 11a            |
| Temporada 10 | Yuhua Hamasaki               | 27   | Nova York                     | 12a            |
| Temporada 10 | Kalorie Karbdashian Williams | 27   | Albuquerque, New Mexico       | 13a            |
| Temporada 10 | Vanessa Vanjie Mateo         | 25   | Tampa, Florida                | 14a            |
| Temporada 11 | Yvie Oddly                   | 24   | Denver, Colorado              | Guanyadora     |
| Temporada 11 | Brooke Lynn Hytes            | 32   | Nashville, Tennessee          | 2a             |
| Temporada 11 | A'keria C. Davenport         | 30   | Dallas, Texas                 | 3a/4a          |
| Temporada 11 | Silky Nutmeg Ganache         | 28   | Chicago, Illinois             | 3a/4a          |
| Temporada 11 | Vanessa Vanjie Mateo         | 26   | Los Angeles, Califòrnia       | 5a             |
| Temporada 11 | Nina West                    | 39   | Columbus, Ohio                | 6a             |
| Temporada 11 | Shuga Cain                   | 40   | Nova York                     | 7a             |
| Temporada 11 | Plastique Tiara              | 21   | Dallas, Texas                 | 8a             |
| Temporada 11 | Ra'Jah O'Hara                | 33   | Dallas, Texas                 | 9a             |
| Temporada 11 | Scarlet Envy                 | 26   | Nova York                     | 10a            |
| Temporada 11 | Ariel Versace                | 26   | Cherry Hill, New Jersey       | 11a            |
| Temporada 11 | Mercedes Iman Diamond        | 31   | Minneapolis, Minnesota        | 12a            |
| Temporada 11 | Honey Davenport              | 32   | Nova York                     | 13a            |
| Temporada 11 | Kahanna Montrese             | 25   | Las Vegas, Nevada             | 14a            |
| Temporada 11 | Soju                         | 27   | Chicago, Illinois             | 15a            |
| Temporada 12 | Jaida Essence Hall           | 32   | Milwaukee, Wisconsin          | Guanyadora     |
| Temporada 12 | Crystal Methyd               | 28   | Springfield, Missouri         | 2a/3a          |
| Temporada 12 | Gigi Goode                   | 21   | Los Angeles, Califòrnia       | 2a/3a          |
| Temporada 12 | Sherry Pie                   | 27   | Nova York                     | Desqualificada |
| Temporada 12 | Jackie Cox                   | 34   | Nova York                     | 5a             |
| Temporada 12 | Heidi N Closet               | 24   | Ramseur, Carolina del Nord    | 6a             |
| Temporada 12 | Widow Von'Du                 | 30   | Kansas City, Missouri         | 7a             |
| Temporada 12 | Jan                          | 26   | Nova York                     | 8a             |
| Temporada 12 | Brita                        | 34   | Nova York                     | 9a             |
| Temporada 12 | Aiden Zhane                  | 29   | Acworth, Georgia              | 10a            |
| Temporada 12 | Nicky Doll                   | 28   | Nova York                     | 11a            |
| Temporada 12 | Rock M. Sakura               | 28   | San Francisco, Califòrnia     | 12a            |
| Temporada 12 | Dahlia Sin                   | 28   | Los Angeles, Califòrnia       | 13a            |
| Temporada 13 | Symone                       | 25   | Los Angeles, Califòrnia       | Guanyadora     |
| Temporada 13 | Kandy Muse                   | 25   | Nova York                     | 2a             |
| Temporada 13 | Gottmik                      | 23   | Los Angeles, Califòrnia       | 3a/4a          |
| Temporada 13 | Rosé                         | 31   | Nova York                     | 3a/4a          |
| Temporada 13 | Olivia Lux                   | 26   | Brooklyn, Nova York           | 5a             |
| Temporada 13 | Utica Queen                  | 25   | Utica, Minnesota              | 6a             |
| Temporada 13 | Tina Burner                  | 39   | Nova York                     | 7a             |
| Temporada 13 | Denali                       | 28   | Chicago, Illinois             | 8a             |
| Temporada 13 | Elliott with 2 Ts            | 26   | Las Vegas, Nevada             | 9a             |
| Temporada 13 | LaLa Ri                      | 30   | Atlanta, Georgia              | 10a            |
| Temporada 13 | Tamisha Iman                 | 49   | Atlanta, Georgia              | 11a            |
| Temporada 13 | Joey Jay                     | 30   | Phoenix, Arizona              | 12a            |
| Temporada 13 | Kahmora Hall                 | 28   | Chicago, Illinois             | 13a            |
| Temporada 14 | Willow Pill                  | 26   | Denver, Colorado              | Guanyadora     |
| Temporada 14 | Lady Camden                  | 31   | Sacramento, California        | 2a             |
| Temporada 14 | Angeria Paris VanMicheals    | 27   | Atlanta, Georgia              | 3a             |
| Temporada 14 | Bosco                        | 28   | Seattle, Washington           | 3a             |
| Temporada 14 | Daya Betty                   | 25   | Springfield, Missouri         | 3a             |
| Temporada 14 | DeJa Skye                    | 31   | Fresno, California            | 6a             |
| Temporada 14 | Jorgeous                     | 21   | Nashville, Tennessee          | 6a             |
| Temporada 14 | Jasmine Kennedie             | 22   | New York City, Nova York      | 8a             |
| Temporada 14 | Kerri Colby                  | 24   | Los Angeles, California       | 9a             |
| Temporada 14 | Maddy Morphosis              | 26   | Fayetteville, Arkansas        | 10a            |
| Temporada 14 | Orion Story                  | 25   | Grand Rapids, Michigan        | 11th           |
| Temporada 14 | Kornbread "The Snack" Jeté   | 29   | Los Angeles, California       | 11a            |
| Temporada 14 | Alyssa Hunter                | 26   | Cataño, Puerto Rico           | 13a            |
| Temporada 14 | June Jambalaya               | 29   | Los Angeles, California       | 14a            |
| Temporada 15 | Anetra                       | 25   | Las Vegas, Nevada             | A anunciar     |
| Temporada 15 | Aura Mayari                  | 30   | Nashville, Tennessee          | A anunciar     |
| Temporada 15 | Jax                          | 25   | Queens, New York              | A anunciar     |
| Temporada 15 | Loosey LaDuca                | 32   | Ansonia, Connecticut          | A anunciar     |
| Temporada 15 | Luxx Noir London             | 22   | East Orange, New Jersey       | A anunciar     |
| Temporada 15 | Malaysia Babydoll Foxx       | 32   | Miami, Florida                | A anunciar     |
| Temporada 15 | Marcia Marcia Marcia         | 25   | New York City, New York       | A anunciar     |
| Temporada 15 | Mistress Isabelle Brooks     | 24   | Houston, Texas                | A anunciar     |
| Temporada 15 | Salina EsTitties             | 31   | Los Angeles, California       | A anunciar     |
| Temporada 15 | Sasha Colby                  | 37   | Los Angeles, California       | A anunciar     |
| Temporada 15 | Spice                        | 23   | Los Angeles, California       | A anunciar     |
| Temporada 15 | Robin Fierce                 | 26   | Hartford, Connecticut         | 12a            |
| Temporada 15 | Amethyst                     | 27   | West Hartford, Connecticut    | 13a            |
| Temporada 15 | Sugar                        | 23   | Los Angeles, California       | 14a            |
| Temporada 15 | Princess Poppy               | 26   | San Francisco, California     | 15a            |
| Temporada 15 | Irene Dubois                 | 29   | Seattle, Washington           | 16a            |